# Mary Walcott
Mary Walcott, născută pe 5 iulie 1675, era fiica căpitanului Jonathan Walcott (1639-1699), iar soția sa, Mary Sibley (sau Sibly; 1644-1683), ambele din Salem, și avea aproximativ șaptesprezece ani când au început acuzațiile. Mătușa ei, Mary (născută Wolcott), soția lui Samuel Sibley (sau Sibly; 1657–1708), a fost persoana care a arătat pentru prima dată soțului lui Tituba și al lui Tituba John Indian cum să coacă un „tort de vrăjitoare” pentru a hrăni unui câine pentru ca ea și prietenii săi să poată afla exact cine era acest lucru care îi afectează. Joseph B. Felt citat în Analele lui Salem (ediția 1849) vol. 2, pag. 476 [din registrele orașului]:
11 martie 1692 - "Maria, soția lui Samuel Sibley, fiind suspendată de la comuniunea cu biserica de acolo, pentru sfaturile pe care i-a dat-o lui Ioan [soțul lui Tituba] să facă experimentul de mai sus, este restaurată după mărturisirea că scopul ei era nevinovat .“

## Biografie

### Căsătorie
Mary Walcott s-a căsătorit cu Isaac Farrar, fiul lui John Farrar din Woburn, Massachusetts , pe 28 aprilie 1696. Au avut mai mulți copii și s-au mutat în cele din urmă în Townsend, Massachusetts . S-a căsătorit, în al doilea rând, cu David Harwood în 1701 în Sutton, Massachusetts . Au avut nouă copii:
- Mary Harwood, n. Abt. 1702 .; m. Abt. 1753.

- Emma Harwood, n. Abt. 1705. (m. Ebenezer Macintyre, 23 mai 1728).

- Hannah Harwood, n. Abt. 1706; (m. Ebenezer Twiss, Abt. 1752).

- David Harwood, n. Abt. 1708, Salem, Essex, Massachusetts; d. 22 august 1781, Sutton, County Worcester, Massachusetts; (m. Margaret Cox, 13 martie 1730/31, Salem, Essex Cnty, Massachusetts).

- Elizabeth Harwood, n. Abt. 1711; d. Abt. 1738; (m. Benjamin Moulton, octombrie 1734).

- Ezra Harwood, n. Abt. 1715.

- Alice Harwood, n. Abt. 1720, Salem, Massachusetts (m. Jonathan Nourse Jr., 12 august 1743).

- Absalom Harwood, n. Abt. 1723; (m. Anna Boyce, 23 septembrie 1748).

- Solomon Harwood, n. Abt. 1725; (m. Abagail Phelps, 20 decembrie 1748; m. Sarah Taylor 4 decembrie 1752).

### Anii ulteriori
S-au mutat la Sutton în jurul anului 1729, lăsându-și majoritatea copiilor lor să locuiască în Salem. David era un țesător prin ocupație. David a murit înainte de 1744. Mary Walcott Harwood a murit probabil înainte de 1752. [1]
Walcott a jucat un rol cheie în martie, unul pe care istoricul Frances Hill îl sugerează poate că a fost primul exemplu de comportament fraudulos. Când fostul ministru Salem, Deodat Lawson, a fost invitat înapoi în oraș pentru a asista la suferințele pentru el însuși, unul dintre primii oameni pe care i-a întâlnit a fost Walcott la obișnuitul lui Ingersoll, unde se afla ca Lawson. După o conversație plăcută, Walcott a țipat brusc și a pretins că a fost mușcat de un spectru. Ea a fost capabilă să arate Lawson urme de dinți pe braț.
De-a lungul primăverii, Walcott a continuat să vadă viziuni și s-a adaptat în timpul examinărilor a numeroase vrăjitoare acuzate. A fost un membru de bază al unui grup de acuzați care acum includeau Ann Putnam Jr., în vârstă de 12 ani, Elizabeth Hubbard, 17 ani și Mercy Lewis, și chiar unii acuzați adulți, inclusiv Ann Putnam Sr., Goodwife Pope, Goodwife Bibber, și John Indian. Interesant este că, alături de viziunile vrăjitoarelor și demonilor, unii dintre cei îndurerați, Walcott printre ei, au pretins, de asemenea, să vadă „un om alb” și o lumină glorioasă. Nu toate observațiile supranaturale erau întunecate.
Pe 4 aprilie, au fost depuse plângeri împotriva Elizabeth Proctor și Sarah Cloyce pentru chinuirea Mary Walcott, Ann Putnam Jr., Mercy Lewis și John Indian. Plângerile au fost înjurate de căpitanul Walcott și de unchiul său, Nathaniel Ingersoll, care deținea obișnuitul în Salem Village, situat alături de sudul parohiei. O săptămână mai târziu, pe 11 aprilie, Proctor și Cloyce au fost examinați în orașul Salem. Mary Walcott a fost prezentă. Ea a făcut convulsii în timpul examinării lui Cloyce și a susținut că spectrul Proctorului a urmat-o acasă, până la Taverna Navei din Salem până la marginea satului.
Unul dintre cele mai ciudate rapoarte despre comportamentul unui acuzator a avut loc a doua zi, pe 12 aprilie, când Mary Walcott stătea calm tricotând în timp ce Abigail Williams și John Indian strigau și scriau după examinarea lui John Proctor, care fusese și el închis când a vorbit. împotriva procedurii în timpul examinării soției sale în ziua precedentă. Când reverendul Parris s-a străduit să-și actualizeze notele cu privire la evenimentele din acea zi, Williams și Indian au creat o scenă sălbatică și au susținut că spectatorii lui John Proctor și Sarah Cloyse se aflau în cameră. Spuneau că Goodman Proctor, chiar stătea într-unul din turele magistratului. Walcott continua să tricoteze în timp ce observa toate tulburările. Williams și indianul au fost trimiși afară din cameră pentru ca Parris să-și poată continua munca. Abia când Parris a terminat raportul său și i-a citit cu voce tare mareșalului George Herrick, Walcott a oprit tricotarea ei și a pretins că este chinuită de spectatorii lui John și Elizabeth Proctor, Rebecca Nurse și sora ei Sarah Cloyce, Martha Corey și Sarah Bunul copil de 4 ani, Dorothy. În acea zi, toți oamenii ai căror spectatori au spus că Walcott au fost trimiși la închisoarea din Boston. Dorothy a fost reunită cu mama ei Sarah, deja încarcerată.
Care a fost motivația Mary Walcott, dacă, într-adevăr, a acționat doar afectat pentru sport? Spre deosebire de alții care au devenit jucători principali în dramă, ea a avut o viață stabilă acasă. Nu era servitoare, nici orfană și nu era refugiat în războaiele autohtone din Maine. A fost membră, prin căsătorie, a familiei Putnam, una dintre cele mai puternice din comunitate. Era fiica căpitanului Jonathan Walcott, căpitanul miliției și nepotul unui alt membru respectat al comunității, Nathaniel Ingersoll. Acțiunile ei au fost șocante și au ajutat să trimită numeroși oameni nevinovați la moartea lor. Deși se poate specula, nu vom ști niciodată ce a cauzat un astfel de comportament.
Notă suplimentară: O altă dintre mătușile lui Mary Walcott a fost Mary Sibley, care i-a arătat lui Tituba și John Indian cum se face un „tort de vrăjitoare”. Mama lui Mary Walcott, care s-a născut Mary Sibley, a murit când fiica ei avea opt ani. Fratele lui Mary Sibley, Samuel s-a căsătorit cu o femeie pe nume Mary. Mary Sibley căsătorită a fost cea care a sugerat efortul contramagic de a înlătura vrăjitoarele.
Notă suplimentară : Când Mary Walcott s-a căsătorit cu Isaac Farrar în aprilie 1696, reverețul Parris a fost cel care a efectuat ceremonia. Cuplul locuia în Woburn, MA, apoi în Ashford, CT, și avea noua copii. Mary Walcott a murit în 1752 la 77 de ani.